# Jánosvölgye
Jánosvölgye (1899-ig Jankócz, szlovákul: Jankovce) község Szlovákiában, az Eperjesi kerület Homonnai járásában.

## Fekvése
Homonnától 21 km-re északnyugatra, az Olyka-patak keleti oldalán fekszik.

## Története
1317-ben említik először. Az 1332 és 1337 között felvett pápai tizedjegyzék már említi a falu templomát. A középkorban a homonnai uradalomhoz tartozott. Később az Almássy és Lukovics család birtoka. Lakói a 16. században reformátusok lettek. 1715-ben 16 adózó portája volt. Katolikus plébániáját 1735-ben Okolicsányi János zempléni alispán alapította újra, mai katolikus temploma 1770-ben épült. Az 1787-es népszámlálás adatai szerint 38 házában 301 lakos élt.
A 18. század végén Vályi András így ír róla: „JANKÓCZ. Jankovcze. Tót falu Zemplén Várm. földes Ura Szirmay Uraság, lakosai katolikusok, fekszik Pákosztó, és Lukasóczhoz is közel, dombos határja három nyomásbéli gabonát, árpát, és zabot terem, erdeje, szőleje nints, piatza Homonnán, és Varannón.”
1828-ban 31 háza és 225 lakosa volt. Lakói hagyományosan mezőgazdasággal foglalkoztak.
Fényes Elek 1851-ben kiadott geográfiai szótárában így ír a faluról: „Jankócz, tót falu, Zemplén vmegyében, Sztropkóhoz kelet-délre 3 órányira: 220 kath. lak. Paroch. templom. 430 hold szántóföld. Vizimalom. F. u. gr. Csáky. Ut. p. N. Mihály.”
Borovszky Samu monográfiasorozatának Zemplén vármegyét tárgyaló része szerint: „Jánosvölgye, azelőtt Jankócz. Tót kisközség. Van 33 háza és 215 róm. kath. vallású lakosa. Postája Göröginye, távírója és vasúti állomása Homonna. A Drugethek homonnai uradalmához tartozott, de később az Okolicsányiak után az Almásyaké lett, majd pedig a Csákyak birtokába ment át. Mostani nagyobb birtokosa Lukovits Géza. Róm. kath. templomát 1769-ben építették. Ide tartozik Géza-tanya is.”
1920 előtt Zemplén vármegye Homonnai járásához tartozott.

## Népessége
| Év:            | 1994. | 2004.   | 2014.   | 2024.   |
| -------------- | ----- | ------- | ------- | ------- |
| Emberek száma: | 279   | 268     | 272     | 269     |
| Eltérés:       |       | -3,94 % | +1,49 % | -1,10 % |

| Év:            | 2023. | 2024.   |
| -------------- | ----- | ------- |
| Emberek száma: | 270   | 269     |
| Eltérés:       |       | -0,37 % |

1910-ben 241, túlnyomórészt szlovák lakosa volt.
2001-ben 284 szlovák lakosa volt.
2011-ben 274 lakosából 273 szlovák.

## Nevezetességei
Krisztus Szent Teste és Vére tiszteletére szentelt, római katolikus temploma 1770-ben épült.